# 宮村又八

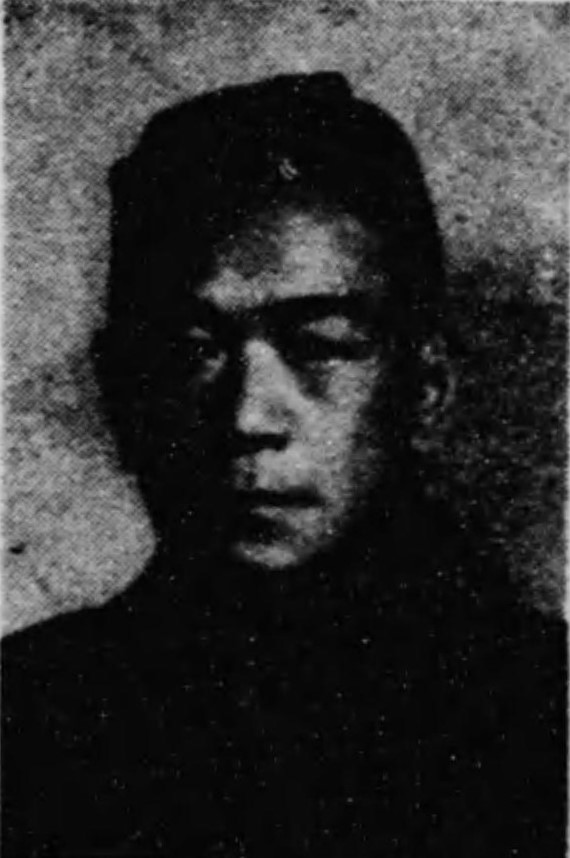
宮村又八

宮村 又八（みやむら またはち、1888年（明治21年）11月3日 - 1961年（昭和36年）2月12日）は、大正・昭和期の部落解放運動家、労働運動家、農民運動家、政治家。衆議院議員（熊本県第一区選出、当選2回）。

## 経歴
熊本県託麻郡本庄村（飽託郡本庄村を経て現熊本市中央区本荘町）で生まれる。幼くして両親を亡くし、宮村源八の養子となる。小学校は卒業したものの満足な教育を受けられなかった。精肉店の板前となり北九州を渡り歩いた。
1918年（大正7年）から農民運動、労働運動に従事。1923年（大正12年）熊本県水平社の創立に参画し、同地方の活動を担った。また、社会大衆党熊本県支部を結成して同支部長に就任。1931年（昭和6年）熊本県会議員選挙に出馬した際、暴漢の襲撃を受けて重傷を負った。熊本市会議員に選出され、その他、借家人組合長、農民組合長、日本農民組合熊本県連合会長、熊本県建築労働組合長、魚介行商組合長などを務めた。
1946年（昭和21年）4月の第22回衆議院議員総選挙に熊本県選挙区から日本社会党公認で出馬して当選。第23回総選挙でも再選され、衆議院議員を連続2期務めた。この間、日本社会党中央執行委員、同熊本県支部連合会長などを務めた。1949年（昭和24年）1月の第24回総選挙に熊本県第1区から社会革新党公認で出馬したが落選した。

## 人物
主義主張は反共産主義、反ファッショ、反資本主義。宗教は真宗。趣味は読書。住所は熊本市本荘町。